# Comuna Bratovoești, Dolj
Bratovoești este o comună în județul Dolj, Oltenia, România, formată din satele Bădoși, Bratovoești (reședința), Georocu Mare și Prunet.

## Geografie
Comuna Bratovoiești este așezată în partea centrală a județului Dolj, la 24 km distanță de municipiul de reședință, Craiova și la 34 km de orașul Bechet. Se află pe DN 55 Craiova-Bechet și este traversată longitudinal de Jiu. Cuprinde o suprafață întinsă forestieră, fiind o zonă de câmpie, stepă. Fauna caracteristică este sălbatică: iepuri de câmp, vulpi, cerbi, căprioare, șerpi comuni, broaște țestoase comune, năpârcă.
Suprafața comunei este de 4519 ha.

## Demografie
Componența etnică a comunei Bratovoești
     Români (95,57%)
     Alte etnii (0,09%)
     Necunoscută (4,33%)
Componența confesională a comunei Bratovoești
     Ortodocși (94,77%)
     Alte religii (0,74%)
     Necunoscută (4,49%)
Conform recensământului efectuat în 2021, populația comunei Bratovoești se ridică la 3.230 de locuitori, în scădere față de recensământul anterior din 2011, când fuseseră înregistrați 3.313 locuitori. Majoritatea locuitorilor sunt români (95,57%), iar pentru 4,33% nu se cunoaște apartenența etnică. Din punct de vedere confesional, majoritatea locuitorilor sunt ortodocși (94,77%), iar pentru 4,49% nu se cunoaște apartenența confesională.

## Administrație
Comuna Bratovoești este administrată de un primar și un consiliu local compus din 13 consilieri. Primarul, Ion Oancea[*], de la Partidul Social Democrat, este în funcție din 2016. Începând cu alegerile locale din 2024, consiliul local are următoarea componență pe partide politice:
|  | Partid                          | Consilieri | Componența Consiliului | Componența Consiliului | Componența Consiliului | Componența Consiliului | Componența Consiliului | Componența Consiliului | Componența Consiliului | Componența Consiliului | Componența Consiliului | Componența Consiliului |
|  | ------------------------------- | ---------- | ---------------------- | ---------------------- | ---------------------- | ---------------------- | ---------------------- | ---------------------- | ---------------------- | ---------------------- | ---------------------- | ---------------------- |
|  | Partidul Social Democrat        | 10         |                        |                        |                        |                        |                        |                        |                        |                        |                        |                        |
|  | Partidul Național Liberal       | 1          |                        |                        |                        |                        |                        |                        |                        |                        |                        |                        |
|  | Uniunea Salvați România         | 1          |                        |                        |                        |                        |                        |                        |                        |                        |                        |                        |
|  | Alianța pentru Unirea Românilor | 1          |                        |                        |                        |                        |                        |                        |                        |                        |                        |                        |

Localitățile care formează comuna sunt: Bratovoiești, centru de comună, Bădoși, Prunet Lac și Georocu Mare.

## Economie
Agricultura, susținută de cultura plantelor și creșterea animalelor, reprezintă activitatea economică de bază a locuitorilor comunei.
Cultivarea tutunului în Comuna Bratovoești este unul din activitatea de bază a locuitorilor comunei, cultivă peste un sfert din cultura de tutun a tării.
Serviciile și comerțul sunt alte domenii care s-au dezvoltat tot mai mult în ultimul timp.

## Sport
Are o echipă de fotbal in Liga V-a  CS VICTORIA BRATOVOEȘTI

## Personalități născute aici
- Aurica Buia (n. 1970), atletă.